# Tuwel
Tuwel is een bestuurslaag in het regentschap Tegal van de provincie Midden-Java, Indonesië. Tuwel telt 8522 inwoners (volkstelling 2010).